# Tall Dwarfs
Tall Dwarfs sind ein neuseeländisches Indie-Rock-Duo.

## Geschichte
Die neuseeländischen Musiker Chris Knox und Alec Bathgate gründeten 1979 in Dunedin die Tall Dwarfs. Beide Musiker spielen die Instrumente Gitarre, Bass, Keyboard und erzeugen damit einen LoFi-Sound. Auch als Sänger fungieren beide. Auf einen Schlagzeuger verzichten die Tall Dwarfs, setzen aber Haushaltsgeräte und Händeklatschen zum Erzeugen von Rhythmus ein.
Von 1981 bis 2005 veröffentlichten die Tall Dwarfs acht Alben und sieben EPs, bis auf zwei Ausnahmen allesamt beim neuseeländischen Label Flying Nun Records und werden daher dem Dunedin Sound zugerechnet. Insgesamt ist die Musik der Tall Dwarfs allerdings lärmiger und disharmonischer als die der anderen Dunedin-Bands.

## Diskografie

### Alben
- 1985: That’s the Short and the Long of It
- 1990: Weeville
- 1991: Fork Songs
- 1994: 3 EPs
- 1996: Stumpy
- 1998: Fifty Flavours of Glue
- 2002: The Sky Above the Mud Below
- 2005: In the Dying Days of Helen Young

### Kompilationen
- 1987: Hello Cruel World
- 1992: The Short and Sick of It
- 2022: Unravelled: 1981–2002

### EPs
- 1981: Three Songs
- 1982: Louis Likes His Daily Dip
- 1983: Canned Music
- 1984: Slugbuckethairybreathmonster
- 1986: Throw a Sickie
- 1987: Dogma
- 1998: Gluey, Gluey and the Ear Friend